# John Garstang
John Burges Eustace Garstang (Blackburn, 5 mai 1876 - Beyrouth, 12 septembre 1956) est un archéologue, égyptologue et orientaliste britannique.

## Biographie
Il étudie les mathématiques à Oxford tout en menant des fouilles sur des sites romains de Grande-Bretagne. Il part en Égypte en 1900 et fouille à Méroé, en Nubie (1909-1914).
Lecteur d'égyptologie à l'Université de Liverpool puis professeur d'archéologie (1907-1941), il inaugure en 1907 les fouilles de l'université à Mersin en Anatolie qu'il poursuivra pendant une quarantaine d'années avec Seton Lloyd pour assistant. Son épouse, Marie Garstang, l'assiste également tout au long de sa carrière.
Avec Georges Contenau et Arthur Ernest Cowley, il établit les premiers éléments complets sur la civilisation hittite. Directeur de la British School of Archaeology de Jérusalem, il devient en 1920 responsable du Département des antiquités de la Palestine (1920-1926). Il organise la collaboration entre Britanniques, Français et Américains au Proche-Orient et établit l'inventaire, le relevé et la documentation des monuments anciens, assurant leur protection. Il crée en outre à Jérusalem le musée des Antiquités de Palestine.
Après une campagne à Ashkelon (1920-1921), il ouvre des sondages sur les sites de Ai et de Tell el-Quedah (1930) et reprend les fouilles de Jéricho qu'il dirige jusqu'en 1936.
Il est élu en 1947 membre correspondant de l'Académie des inscriptions et belles-lettres.

## Travaux
- Tombs of the Third Egyptian Dynasty, 1904
- Burial Customs of Ancient Egypt, 1907
- The Land of the Hittites, 1910
- Meroë, 1911
- Hittites, 1929
- Prehistoric Mersin, 1953